# Les Trois-Châteaux
Les Trois-Châteaux ist eine französische Gemeinde mit 770 Einwohnern (Stand 1. Januar 2022) im Département Jura in der Region Bourgogne-Franche-Comté. Sie gehört zum Kanton Saint-Amour im Arrondissement Lons-le-Saunier.
Sie entstand mit Wirkung vom 1. April 2016 als Commune nouvelle durch die Zusammenlegung der bisherigen Gemeinden L’Aubépin, Chazelles und Nanc-lès-Saint-Amour, die in der neuen Gemeinde den Status einer Commune déléguée haben. Der Verwaltungssitz befindet sich im Ort Nanc-lès-Saint-Amour.
Mit Wirkung vom 1. Januar 2019 wurde die Gemeinde Saint-Jean-d’Étreux eingegliedert und hat ebenfalls den Status einer Commune déléguée.
Am 16. Januar 2019 wurde die Schreibweise des Gemeindenamens von Les Trois Châteaux auf Les Trois-Châteaux (Schreibweise mit Bindestrich) geändert.

## Gliederung
| Ortsteil                               | ehemaliger INSEE-Code | Fläche (km²) | Einwohnerzahl zum 1. Januar 2018 |
| -------------------------------------- | --------------------- | ------------ | -------------------------------- |
| Nanc-lès-Saint-Amour (Verwaltungssitz) | 39378                 | 5,29         | 296                              |
| Chazelles                              | 39135                 | 4,04         | 160                              |
| L’Aubépin                              | 39023                 | 5,67         | 161                              |
| Saint-Jean-d’Étreux (seit 2019)        | 39484                 | 4,28         | 147                              |

## Geographie
Die Gemeinde liegt rund 47 Kilometer südwestlich von Lons-le-Saunier.
Nachbargemeinden sind Montagna-le-Reconduit im Norden, Thoissia im Nordosten, Val-d’Épy im Osten und Südosten, Coligny im Süden, Domsure und Saint-Amour im Westen sowie Balanod im Nordwesten.